# Maison à pans de bois de la rue des Cuisiniers à Bayeux
La maison à pans de bois de la rue des Cuisiniers est un monument situé dans le centre de Bayeux, en France. Elle a successivement accueilli une échoppe, une auberge, le restaurant Le Loge à pieds jusqu'au début du XXe siècle et l'office de tourisme à la fin du XXe.

## Localisation
Le bâtiment est situé dans le département français du Calvados, dans le centre-ville de Bayeux, à l'angle des rues Saint-Martin et des Cuisiniers, au nord de la cathédrale.

## Historique
Le monument est classé au titre des monuments historiques depuis le 22 février 1924.

## Architecture
Le corps principal de la maison s'étend sur 7,4 m de long, 3,5 m de large et 13 m de hauteur côté pignon.